# Lokaal Liberaal Rijssen-Holten
Lokaal Liberaal Rijssen-Holten was een politieke partij in de Nederlandse gemeente Rijssen-Holten.

## Achtergrond
De partij werd opgericht in 2012 nadat Rob de Koe afscheid nam als fractievoorzitter van de VVD in de gemeente, na een verschil van inzicht over de politieke koers. Partijgenote Dini Heuver-Harbers volgde hem en samen richtten de raadsleden politici Lokaal Liberaal Rijssen-Holten op, die vervolgens één zetel bezette in de gemeenteraad ten koste van de VVD. Bij de raadsverkiezingen van maart 2014 handhaafde de partij deze ene zetel.
In 2016 besloten Lokaal Liberaal en de VVD samen verder te gaan als één gezamenlijke fractie onder de naam VVD Lokaal. Na de gemeenteraadsverkiezingen van 2018 neemt de partij weer onder de naam 'VVD Rijssen-Holten' deel aan de raad. Begin 2019 nam Rob de Koe afscheid van de gemeenteraad. Op 25 mei 2022 werd De Koe voorgedragen als wethouder in het college van B&W.